# Doppelmäß
Doppelmäß war ein Volumenmaß und im Schweizer Kanton Solothurn war es als Getreidemaß in Anwendung. Es wurde so benannt, da zwei Mäß ein Doppelmäß ergaben.
- 1 Doppelmäß = 2 Mäß = 8 Immerli = 16 Achtelmäß = 32 Batzendigli
- 1 Doppelmäß = 1335 ⅓ Pariser Kubikzoll = 26 ½ Liter[1]